# Hastināpur
Hastināpur är en ort i Indien.   Den ligger i distriktet Meerut och delstaten Uttar Pradesh, i den norra delen av landet, 100 km nordost om huvudstaden New Delhi. Hastināpur ligger 221 meter över havet och antalet invånare är 24 093.
Terrängen runt Hastināpur är mycket platt, och sluttar österut. Runt Hastināpur är det tätbefolkat, med 493 invånare per kvadratkilometer. Närmaste större samhälle är Mawāna, 10,5 km sydväst om Hastināpur. Trakten runt Hastināpur består till största delen av jordbruksmark.